# 弗拉基米爾·波格丹諾夫
弗拉基米爾·列昂尼多維奇·波格丹諾夫（羅馬化：Vladimir Leonidovich Bogdanov，1951年5月28日—），俄羅斯富豪。

## 生平
弗拉基米爾·波格丹諾夫居住於偏僻的苏尔古特市。弗拉基米爾·波格丹諾夫是石油钻探人员，後來被任命为苏格尼盖石油（ОАО «Сургутнефтегаз»）首席执行官。